# Valentin Bondarenko
Valentin Vasil'evič Bondarenko (in russo Валентин Васильевич Бондаренко?; Charkiv, 16 febbraio 1937 – Mosca, 23 marzo 1961) è stato un aviatore e cosmonauta sovietico.
Fu la prima vittima di un incidente nel programma spaziale sovietico.

## Biografia
Nato nella Repubblica Socialista Sovietica Ucraina, fu affascinato dall'aeronautica fin da giovane. Diplomatosi all'Istituto Aeronautico di Charkiv, nel 1954 entrò all'Accademia Militare Aeronautica di Voroshilov; l'anno successivo fu trasferito a Groznyj presso la Scuola Piloti dell'Aeronautica Militare. Terminati gli studi nel 1957, Bondarenko prestò servizio nell'Aeronautica Militare Sovietica. Il 28 aprile 1960 fu selezionato come cosmonauta e il 31 maggio cominciò il suo addestramento nell'ambito del programma Vostok.

## L'incidente

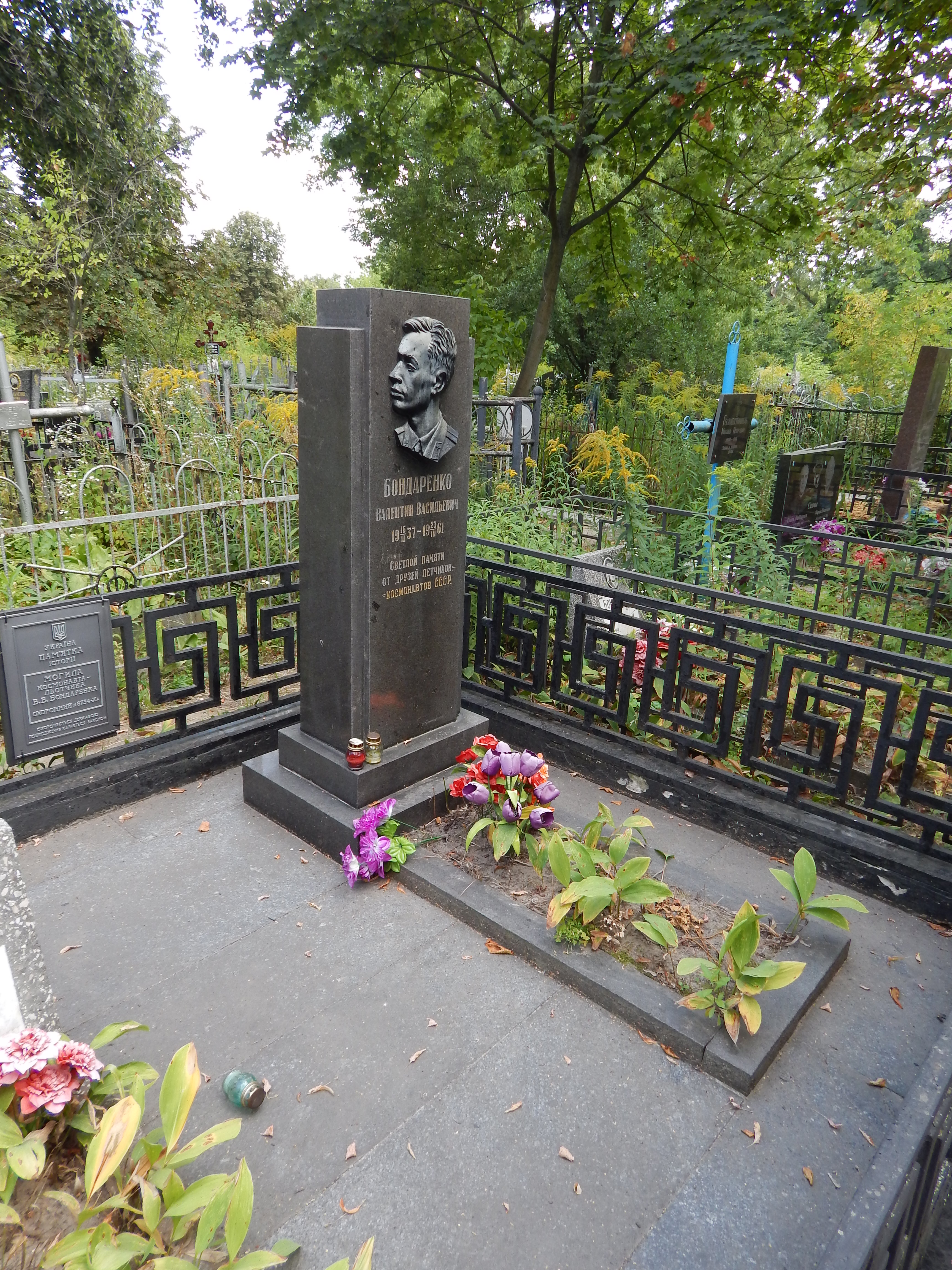
Tomba di Valentin Bondarenko

Il 23 marzo 1961 Bondarenko stava svolgendo dei test medici in una camera pressurizzata con un'atmosfera di ossigeno puro; dopo essersi tolto i sensori dal corpo, si ripulì con un batuffolo di cotone imbevuto di alcol, che gettò via distrattamente. Il cotone finì su un fornello riscaldato elettricamente e prese fuoco. Bondarenko cercò inutilmente di spegnere l'incendio, che divampò facilmente nell'atmosfera di ossigeno puro. A causa della differenza di pressione con l'ambiente esterno, i soccorritori poterono aprire la camera dopo mezz'ora e il cosmonauta riportò gravi ustioni, morendo in ospedale dopo 16 ore.
Bondarenko lasciò la moglie e un figlio e ricevette sepoltura nel decimo cimitero di Kharkov, in Ucraina. I sovietici decisero di tenere segreto l'incidente e cancellarono l'immagine di Bondarenko dalle foto di gruppo dei cosmonauti. Nel 1986 un articolo pubblicato su Izvestija rivelò i dettagli sulla morte del cosmonauta. L'incidente di cui fu vittima Bondarenko fu molto simile a quello che avrebbe colpito l'equipaggio statunitense dell'Apollo 1 nel 1967.

## Onori
- Ordine della Stella Rossa, conferito postumo nel 1961
- Un cratere lunare porta il suo nome.